# El Bancal Llarg
El Bancal Llarg és un paratge format per camps de conreu del terme municipal de Conca de Dalt, a l'antic terme de Toralla i Serradell, al Pallars Jussà, en territori que havia estat del poble de Serradell.
Està situat al costat mateix de Serradell, a sota i al sud-oest del poble, al sud de la Costa. És al sud-oest de la Cadolla, al nord-oest de lo Camp i al nord de la Roca de Viudo, a l'esquerra del barranc de Rastanyó.